# Ignacio Manzoni
Ignacio Manzoni (Milán, Lombardía, Italia, 1797 - Clusone, Bergamo, Lombardía, Italia, 18 de noviembre de 1884) fue un pintor italiano que se afincó en Buenos Aires durante un período, cosechando con el tiempo un importante éxito por sus pinturas. Su obra abundó en temas religiosos, históricos, paisajes, retratos y naturalezas muertas, exponiendo actualmente sus cuadros los principales museos de Argentina.

## Biografía

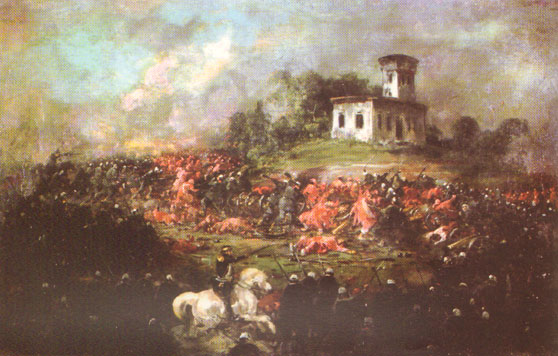
La batalla de Pavón, librada en 1861.

Ignacio Manzoni nació en Milán, Lombardía, en 1797. Realizó estudios de pintura en la Academia de Brera, de Milán. Combatió contra los austríacos en 1848 y tras la derrota tuvo que exiliarse en Suiza, aunque luego pudo volver a Milán, gracias a una amnistía. 
La causa de su partida de Italia, habrían sido los amores desairados con una duquesa romana, quien si bien correspondía a su amor no pudo separarse de su esposo, obligándolo a exiliarse voluntariamente, aunque regresó en varias oportunidades a Italia para verla, por lo menos, a la distancia.
Ya era maestro consagrado cuando llegó a Buenos Aires en 1851. Sus naturalezas muertas fueron recibidas al principio fríamente por el público porteño. De cualquier modo, decidió permanecer en el medio  argentino, concretando permanentes viajes por el mundo (EE. UU., Europa, Perú y Chile). 
Recién en 1857 se radicó en Buenos Aires, donde con el tiempo fue muy agasajado y apreciado por su obra de retratista, temas costumbristas, religiosos y anecdóticos. También se dedicó a la enseñanza privada, formando discípulos como José María Gutiérrez.

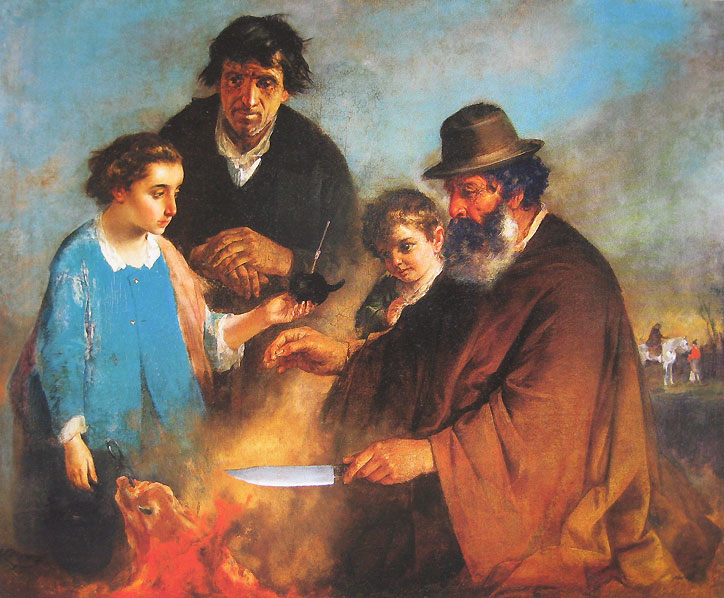
Gaucho porteño en actitud de enseñar a un extranjero el modo peculiar que tiene de cortar el asado.

En 1862, se produjo una rivalidad importante con un pintor italiano muy reconocido en Buenos Aires: Baldassare Verazzi retó públicamente a Ignacio Manzoni por la prensa a que presentara sus diplomas. Unos días después, "El Nacional” defendía a Verazzi, calificando a Ignacio Manzoni como pintor de regular a bajo, acreditando al primero como el artista más completo de cuantos habían venido al Río de la Plata, aunque otros medios gráficos tomaron partido por Manzoni.
Con el óleo El asado, Ignacio Manzoni ganó el primer premio de pintura de la Primera Exposición Nacional, realizada en Córdoba (1871), a instancias del presidente Domingo Faustino Sarmiento. El cuadro se titulaba originalmente Gaucho porteño en actitud de enseñar a un extranjero el modo peculiar que tiene de cortar el asado. 
Falleció en Clusone, Bergamo, Lombardía, Italia, el 18 de noviembre de 1884.